# Hřbitovní kaple (Velký Šenov)
Hřbitovní kaple ve Velkém Šenově stojí na okraji nového hřbitova. Původní kaple z roku 1873 byla v roce 2015 kompletně přestavěna a rozšířena.

## Historie
Podobně jako řada okolních obcí, také Velký Šenov se v 70. letech 19. století dočkal nového hřbitova. Spolu s kaplí byl vybudován na svahu Strážného vrchu (475 m) v roce 1873 a na počátku následujícího roku byl předán do užívání. Kromě běžné údržby neprošla hřbitovní kaple až do druhé světové války žádnými stavebními úpravami. Po jejím skončení byla údržba opomíjena, nevyhnutelná byla proto celková rekonstrukce, která přišla v období normalizace. Při ní přišla kaple o historizující fasádu, zazděna byla většina oken a vyměněna byla i střešní krytina. Vedení města nebylo s kaplí po úpravách spokojeno, v 80. letech 20. století byl proto vypracován projekt na výstavbu zcela nové hřbitovní kaple v duchu socialistického realismu. Stavba připomínající pyramidu byla kvůli nedostatku financí odložena a po sametové revoluci zcela zamítnuta. Nový projekt na přestavbu hřbitovní kaple dalo vedení města vypracovat roku 2007, stavební práce proběhly až v druhé polovině roku 2015 poté, co bylo zajištěno financování. Slavnostního vysvěcení se 31. října 2015 ujal litoměřický biskup Mons. Jan Baxant. (Podle vlastních slov poprvé během své kněžské služby světil hřbitovní kapli.)

## Popis
Původní kaple z roku 1873 byla obdélná. V hlavní lodi byla umístěna nevelká smuteční místnost, v přístavku pak zázemí. Fasáda nesla původně novorománské prvky, které byly odstraněny při normalizačních úpravách. Přestavba z roku 2015 ponechala z původní kaple pouze část zdí. Stavba samotná má téměř obdélný půdorys, který je doplněn krátkými podloubími se štíty na jižní a východní straně. Stěny jsou hladké, bez architektonických prvků (výjimky tvoří dva kříže ve štítech). Okna a dveře mají obdélný tvar, pouze okno ve štítu obráceném do hřbitova je ve tvaru kříže. Hlavní část stavby je žlutá, podloubí s hranolovými sloupy jsou bílá. Střecha je sedlová, přibližně uprostřed je umístěn čtyřhranný sanktusník s novým zvonem. Ten nese jméno svatý Josef a v neděli 27. září 2015 jej požehnal generální vikář litoměřické diecéze Stanislav Přibyl. Ve smutečním sále je žulový katafalk, z původní kaple se stalo zázemí pro obřady.

## Galerie

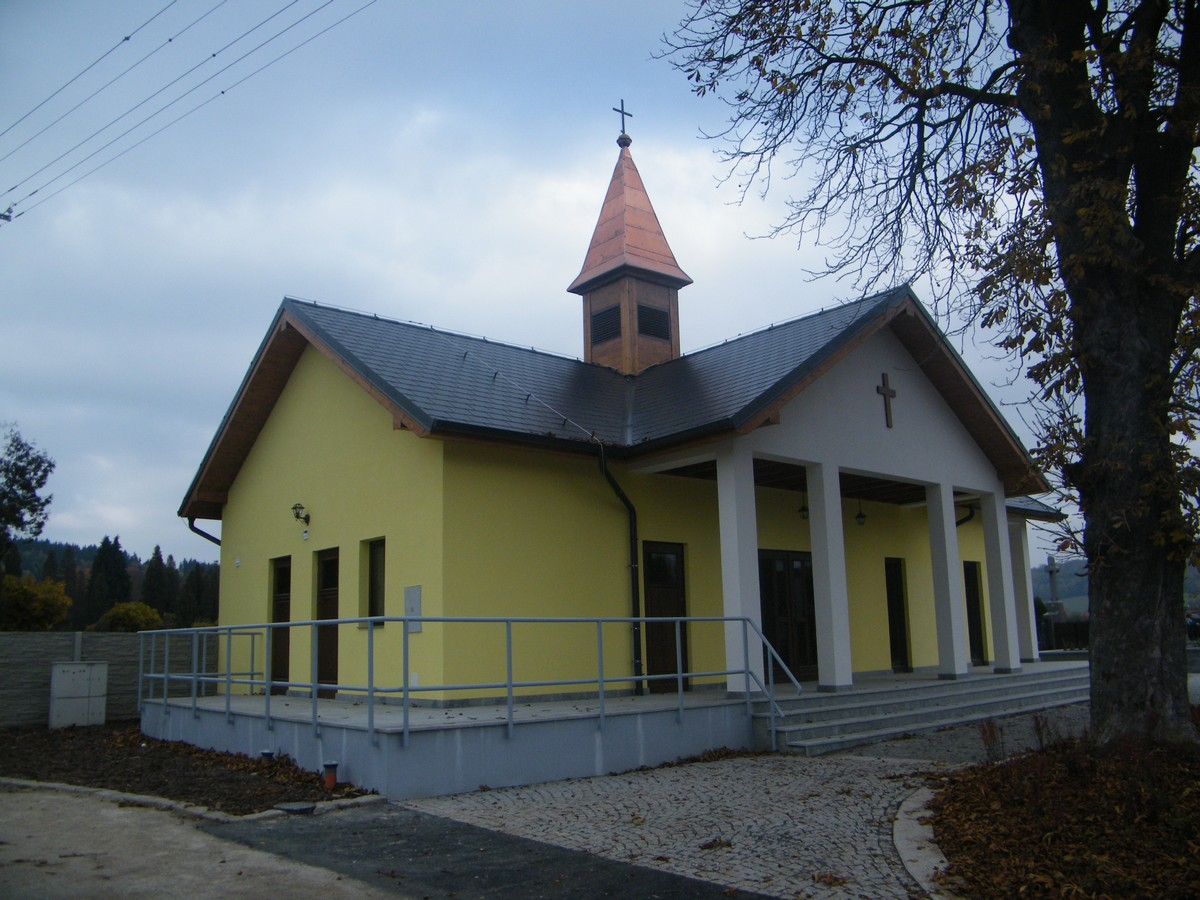
Hřbitovní kaple po přestavbě (2015)
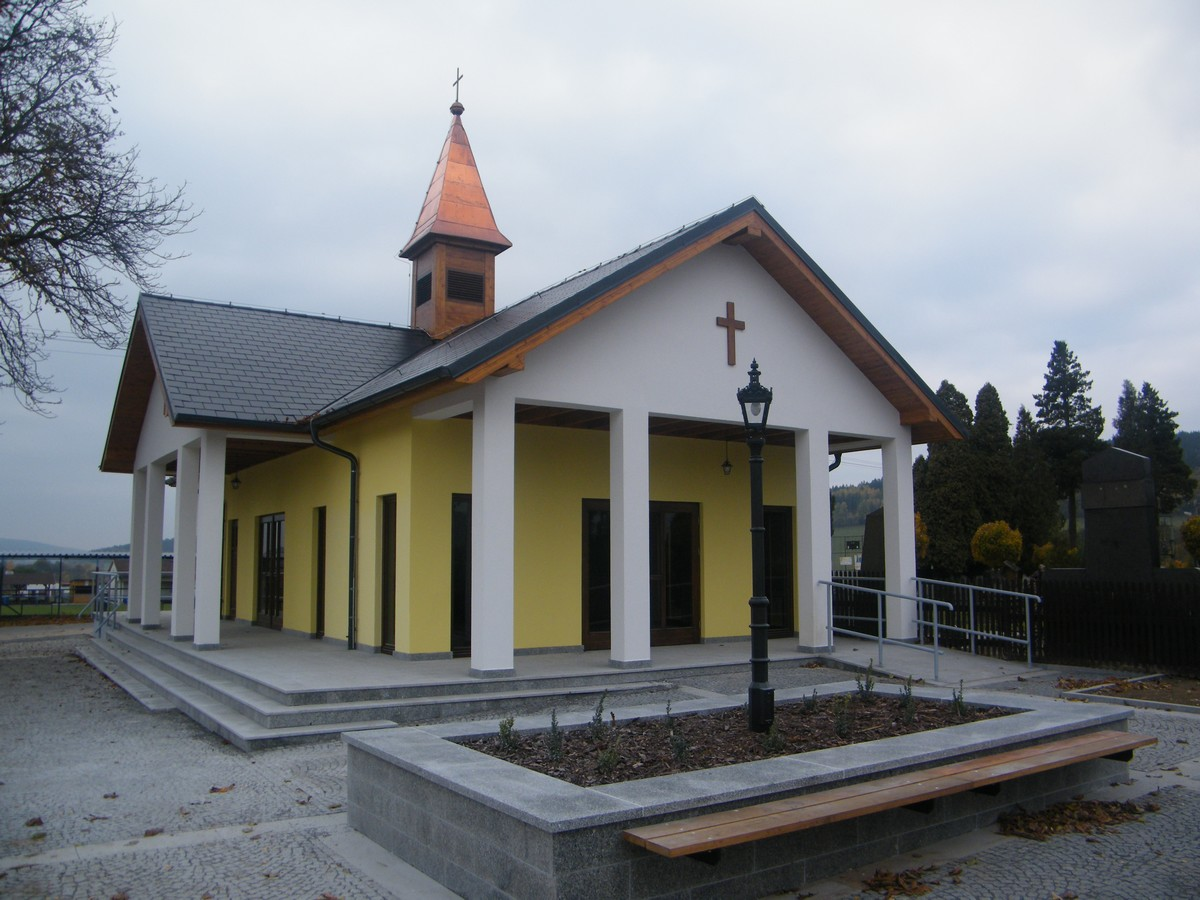
Hřbitovní kaple po přestavbě (2015)
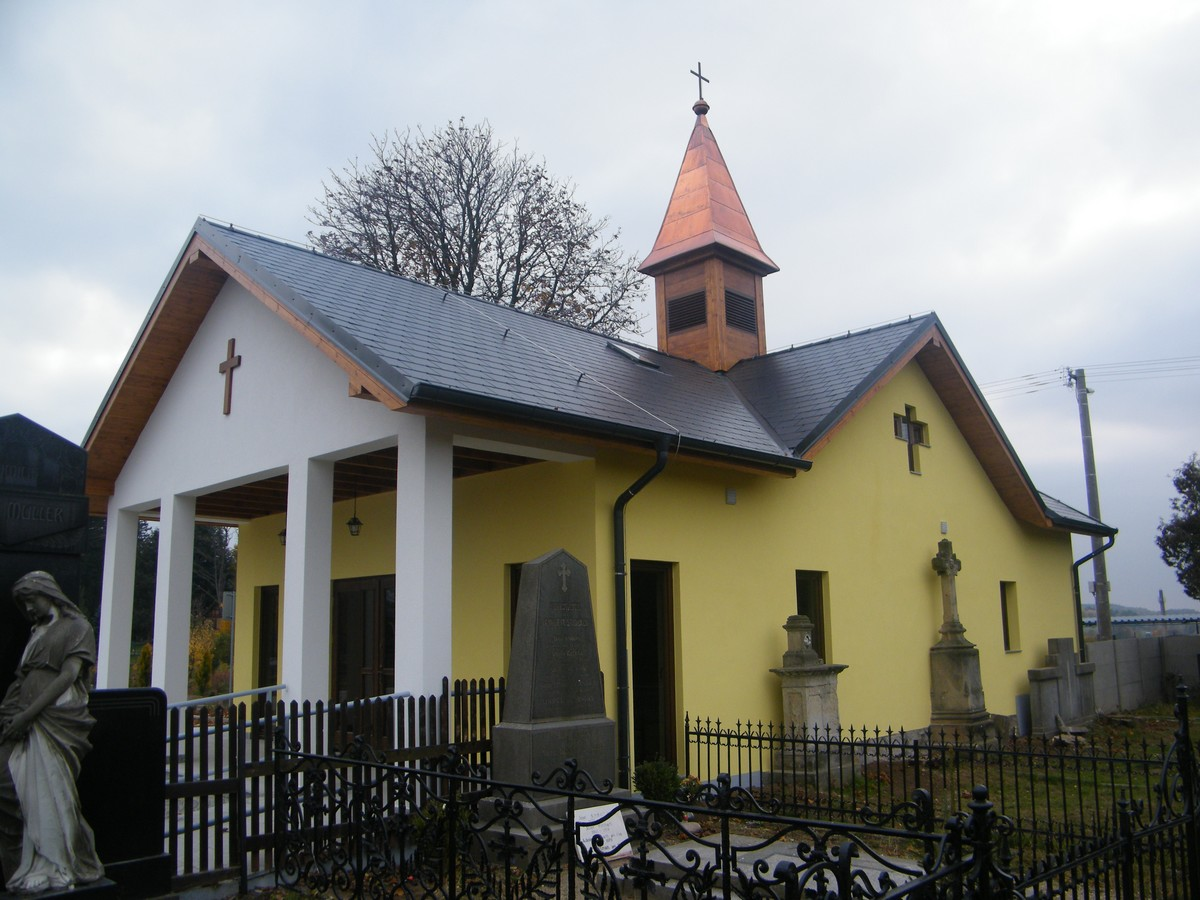
Hřbitovní kaple po přestavbě (2015)
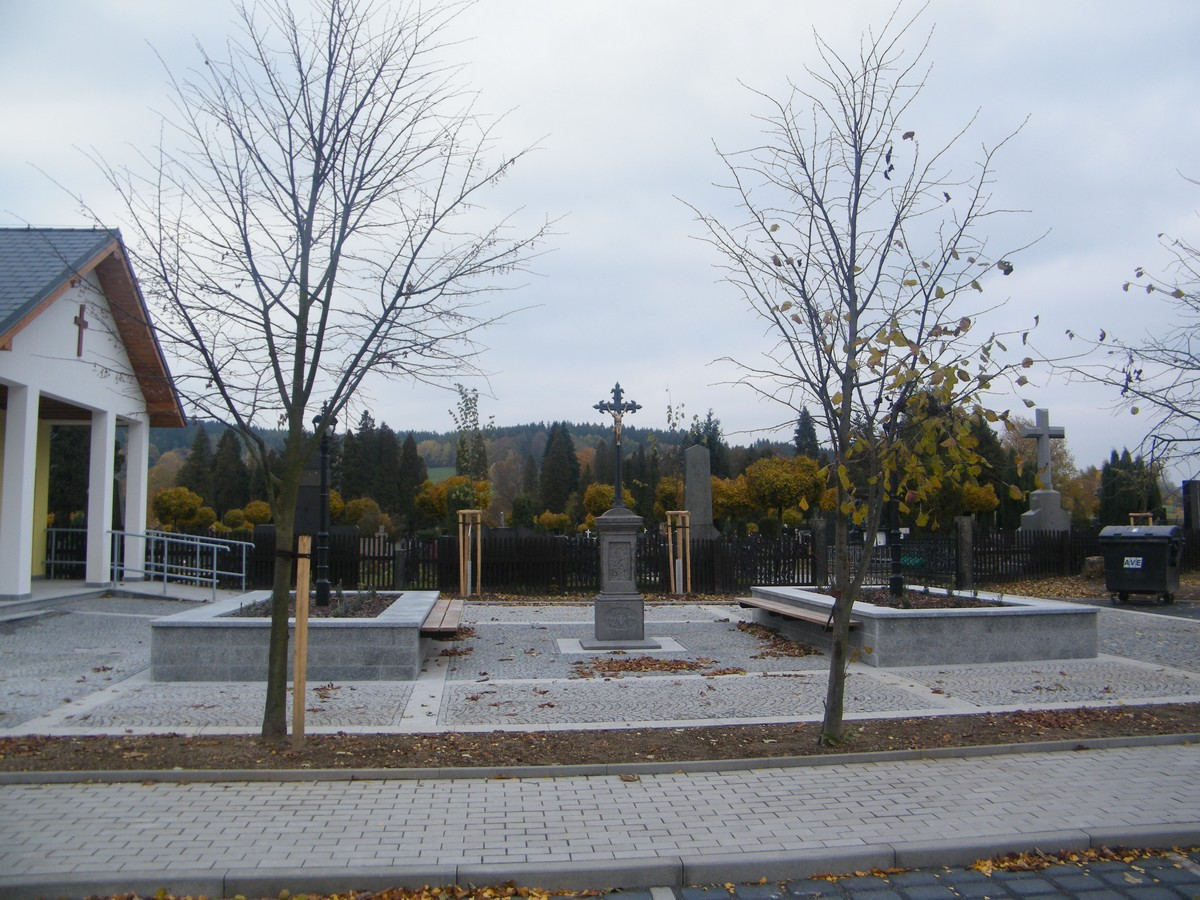
Prostranství před hřbitovní kaplí (2015)
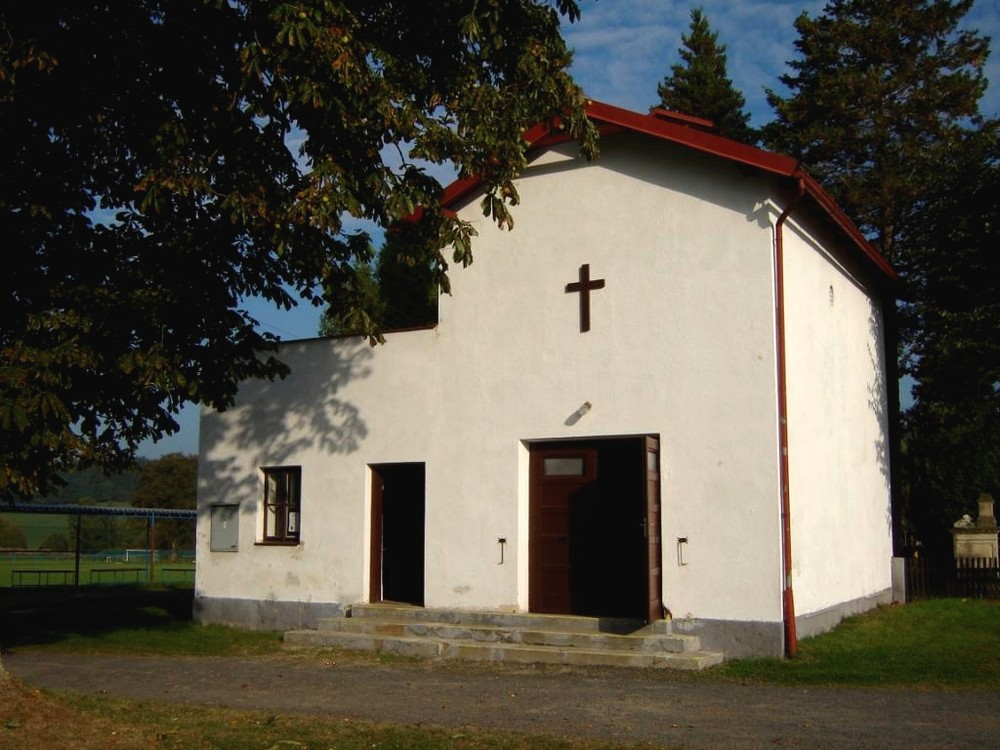
Hřbitovní kaple před přestavbou (2000)